# Falso testemunho ou falsa perícia
O crime de Falso testemunho ou falsa perícia está previsto no artigo 342 do Código Penal Brasileiro.
As únicas pessoas passíveis da prática do delito são: testemunha, perito, contador, tradutor ou intérprete, pois são essenciais para informarem ao Judiciário e a polícia sobre os dados do crime. E justamente estes dados embasam uma sentença condenatória ou absolutória.
Abrange os dados informados junto ao distrito policial, ao fórum, no serviço público para a apuração da sindicância administrativa e até no juízo arbitral (justiça privada).
Este delito admite retratação.
ARTIGO 342 CP: "Fazer afirmação falsa, ou negar ou calar a verdade como testemunha, perito, tradutor, contador ou intérprete em processo judicial, ou administrativo, inquérito policial ou em juízo arbitral:" Pena - Reclusão, de 2 a 4 anos, e multa (Pena com a redação dada pela Lei nº 12.850/13).

§ 1º - As penas aumentam-se de um sexto a um terço, se o crime é praticado mediante suborno ou se cometido com o fim de obter prova destinada a produzir efeito em processo penal, ou em processo civil em que for parte entidade da administração pública direta ou indireta.

§ 2º - O fato deixa de ser punivel se, antes da sentença no processo em que ocorreu o ilícito, o agente se retrata ou declara a verdade.
Um exemplo notável inclui a denúncia por parte do Ministério Público de Colônia, Alemanha, que moveu um processo contra o cardeal Rainer Maria Woelki por supostamente fazer uma declaração falsa sob juramento sobre um caso de abuso sexual.